# 모닝사이드하이츠

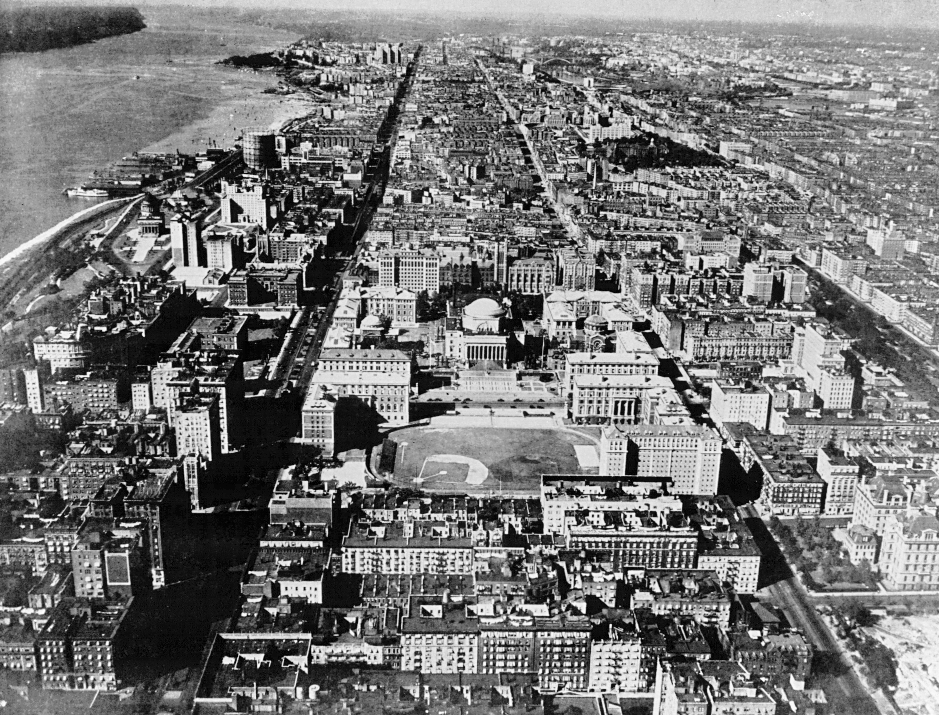
1926년의 모닝사이드하이츠

모닝사이드하이츠(Morningside Heights)는 뉴욕 맨해튼의 한 지역으로, 바너드 대학교 및 컬럼비아 대학교 등이 여기에 위치하고 있다.
많은 사람들은 모닝사이드하이츠가 어퍼웨스트사이드에 속해 있다고 생각하지만 실제로는 "그레이트할렘"(Greater Harlem)의 일부로 기술된다.

## 참조
1. ↑  Jackson, Kenneth T., 편집. (1991). 《Morningside Heights》. 《Encyclopedia of New York》 (New Haven: Yale University Press). ISBN 0-300-05536-6.
2. ↑  http://www.nyctouristguide.com/morningside-heights-manhattan.asp – "Morningside Heights, Manhattan : NYC Tourist Guide"
3. ↑  Adam Shepard (2007년 11월 11일). “The Dish: Five Guys, Lunetta, Community Food, ilili, Mason Dixon, Blue Ribbon Sushi”. Eater NY. 2013년 3월 15일에 원본 문서에서 보존된 문서. 2011년 5월 12일에 확인함.
4. ↑  "No Longer Majority Black, Harlem Is in Transition" – New York Times, January 5, 2010